# Rocas-Atoll
Das Rocas-Atoll, portugiesisch Atol das Rocas, ist ein Atoll im Atlantischen Ozean und gehört zum brasilianischen Bundesstaat Rio Grande do Norte. Es liegt ungefähr 260 km nordöstlich von Natal und 150 km westlich des Fernando-de-Noronha-Archipels.
Das Atoll ist ein Naturschutzgebiet und seit dem Jahr 2001 ein von der UNESCO anerkanntes Weltnaturerbe und ein Naturdenkmal. In dem Naturschutzgebiet leben viele verschiedene Schildkröten, Haie, Delfine und Seevögel. Das Atoll selbst besteht zum größten Teil aus Korallen und roten Algen.
Das Atoll ist ellipsenförmig und umfasst 7,5 km². Die große Achse ist 3,7 km und die kleine Achse 2,5 km lang. Das Ringriff ist nahezu geschlossen. Im Norden besteht ein 200 m breiter Kanal, im Westen ein wesentlich schmalerer.
Die Landfläche der beiden Inseln des Atolls Ilha do Cemitério (Friedhofsinsel – Cemitério Island) im Südwesten und Ilha do Farol (Leuchtturminsel – engl. Farol Cay) im Nordwesten beträgt 0,36 km². Farol Cay ist fast doppelt so groß wie Cemetério Island. Der höchste Punkt ist eine 6 m hohe Sanddüne im Süden von Farol Cay. Die Inseln sind bewachsen mit Gras, Büschen und einigen Palmen. Es gibt Krabben, Spinnen, Sandflöhe, Käfer und große Schaben sowie zahlreiche Vogelarten.
Am Nordende von Farol Cay steht ein Leuchtturm der brasilianischen Küstenwache, der seit den 1960er Jahren in Betrieb ist. In dessen Nähe steht ein verfallener Leuchtturm von 1933.